# Лицо войны (фильм)
Лицо войны (англ. A Face of War) — документальный фильм 1968 года о войне во Вьетнаме. Газета The New York Times назвала его «одним из величайших документальных фильмов о Вьетнаме». Продюсером и режиссёром фильма стал Юджин С. Джонс (1925-2020), новостной фотограф времён Корейской войны, который прославился вместе со своим братом-близнецом Чарльзом Джонсом. Братья Джонс сначала работали в Washington Times-Herald, а затем перешли в NBC и отправились в Корею, где сняли первые фильмы о боевых действиях истребителей и уникальные фильмы о высадке десанта в Инчхоне. В конце 1950-х годов Юджин был нанят отделом специальных проектов NBC и стал продюсером Today Show, а затем работал над программой «Лицо войны».

## Синопсис
В фильме, снятом в стиле «cinéma vérité», без музыки и закадрового текста, документируются ежедневные тяготы работы отряда морской пехоты, сопротивляющегося оккупации южновьетнамской деревни войсками Вьетконга. Кадры были сняты летом и осенью 1966 года, когда рота «Майк» 3-го батальона 7-го полка морской пехоты (3/7) участвовала в серии операций по борьбе с повстанцами в уезде Биньшон вдоль реки Сонг Трабонг.
Фильм начинается с того, что взвод, осуществляющий патрулирование с целью поиска и уничтожения, движется по рисовому полю и попадает в засаду, устроенную вьетконговцами, расположившимися на другом берегу реки, в результате чего один человек получает тяжёлое ранение. Морские пехотинцы проводят большую часть вечера, пытаясь подавить силы противника, чтобы санитарный вертолёт мог доставить раненого в безопасное место. С наступлением ночи наконец прибывает вертолёт UH-34.
Позже морские пехотинцы посещают капелланскую службу, после чего командир роты излагает план операции «Джексон», предпринятой в августе 1966 года с целью оттеснить Вьетконг от жизненно важного коридора Национальной автодороги 1. После высадки вертолёта группа непреднамеренно приводит в действие мину-ловушку на пути к деревне. Один отряд обнаруживает колья пунджи и растяжки-ловушки, в то время как другой отряд пытается поймать буйвола. Компания получает по радио инструкции по зачистке подозрительных туннелей с помощью ранцевых зарядов. После этого ещё одна мина-ловушка убивает морского пехотинца, которого в конечном итоге эвакуируют. Позже патруль подвергается обстрелу противника из леса перед деревней. Вскоре мы видим деревню в огне, за которой с горестью наблюдают двое вьетнамских мирных жителей.
Позже показан полевой госпиталь под муссонными дождями. Санитары направляются в близлежащую деревню, где оказывают помощь вьетнамской жительнице при родах. На базе морпехи играют в футбол в грязи. В более поздней сцене, когда вспышки усеивают лунное небо, морские пехотинцы, защищающие периметр, рассказывают об опасностях, с которыми сталкиваются сапёры, передвигающиеся ночью, и говорят: «Единственное, что нам действительно принадлежит, — это вот этот холм». Затем показано, как компания оказывает медицинскую помощь деревне в рамках новой программы Operation County Fair, призванной заручиться поддержкой деревень путём предоставления медицинской помощи и помощи в сельском хозяйстве.
Хаос возникает после взрыва самодельного взрывного устройства под грузовиком 6x6. В результате атаки погиб боец танкового батальона и ранены трое морских пехотинцев, двое из миномётного взвода 3-го батальона. Члены 3/7 работают над обеспечением безопасности периметра и координируют вертолётную медицинскую эвакуацию. В другой сцене морские пехотинцы координируют организованную эвакуацию деревни на бронетранспортёре Amtrac, после чего деревня и окружающий её лес выжигаются с помощью взрывчатки и напалма.
Появляются лица, имена и эпитафии роты «Майк», звучит мрачная баллада, за которой следуют кадры отряда морских пехотинцев, уходящих вдаль на очередное задание.

## Последствия и критическая оценка
Во время съёмок пострадала половина съёмочной группы, включая режиссёра, который был ранен дважды. Роджер Эберт назвал «Лицо войны» «душераздирающим шедевром».
Джонс продолжал снимать рекламные ролики для предвыборной кампании Ричарда Никсона, затем продюсировал фильм «Дикий и храбрый» (1974) и телевизионный триллер NBC «Высокий лёд» (1980), после чего ушёл из индустрии развлечений.